# سامانتا اروین
سامانتا جانسون (به انگلیسی: Samantha Johnson؛ زادهٔ ۹ ژانویهٔ ۱۹۸۹) موسیقی‌دان آمریکایی است که با نام هنری سامانتا د بومب (به انگلیسی: Samantha The Bomb) شناخته می‌شود. وی بیشتر به‌دلیل فعالیتش به‌عنوان گویندهٔ رینگ در سازمان کشتی حرفه‌ای دبلیودبلیوئی بین سال‌های ۲۰۲۱ تا ۲۰۲۴ با نام سامانتا اروین (به انگلیسی: Samantha Irvin) شهرت دارد.

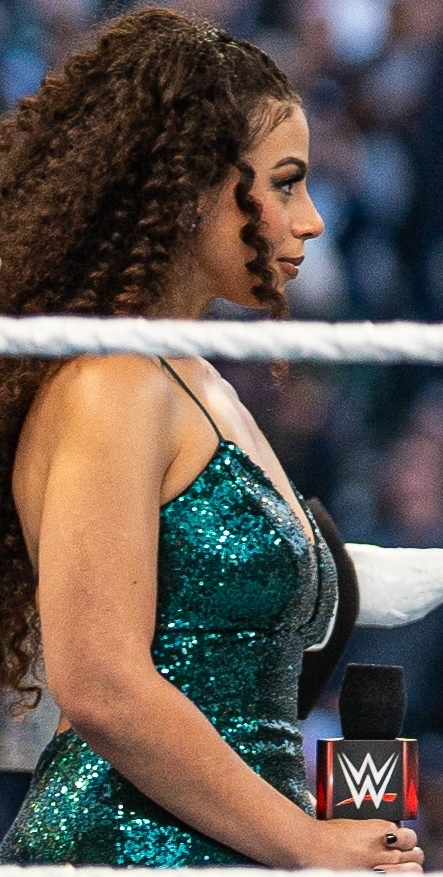
سامانتا در سال ۲۰۲۴

جانسون در سال ۲۰۲۳ با کشتی‌گیر حرفه‌ای ریکوشی نامزد شد و این دو در سال ۲۰۲۵ ازدواج کردند. او از رابطه‌ای پیشین، یک دختر دارد.

## زندگی‌نامه
جانسون در سال ۱۹۸۹ در دنیس، ماساچوست به دنیا آمد و فرزند ارشد از میان شش خواهر و برادر است. او از سن چهار سالگی آموزش موسیقی کلاسیک را آغاز کرد و در ادامه در رقابت‌های ملی فلوت کلاسیک شرکت کرد. در ۱۲ سالگی، خانواده‌اش به محلهٔ نورت اِند در نیو بدفورد، ماساچوست نقل مکان کردند و در مدرسهٔ راهنمایی نورمندین تحصیل کرد. سامانتا در کودکی طرفدار کشتی حرفه‌ای بود و در سال ۱۹۹۸ در رویداد رسلمانیا ۱۴ در بوستون شرکت کرد. او در دبیرستان نیو بدفورد تحصیل کرد و در آن‌جا در نقش دوروتی گیل در نمایش جادوگر شگفت‌انگیز شهر اُز ایفای نقش کرد و به‌همراه گروه کر جاز مدرسه، مدال طلای مسابقات ایالتی انجمن بین‌المللی آموزش جاز را کسب کرد. او در میانه دههٔ ۲۰۰۰، دو بار در برنامه امریکن آیدل شرکت کرد. پس از فارغ‌التحصیلی در سال ۲۰۰۷، به‌عنوان مدیر باشگاه تئاتر مدرسهٔ نورمندین و همچنین پیشخدمت مشغول به کار شد. او در ۲۰ سالگی در برنامه آمریکاز گات تلنت تست داد.

## فعالیت هنری
بین سال‌های ۲۰۱۱ تا ۲۰۱۵، جانسون به‌عنوان خوانندهٔ اصلی زن در نمایش موزیکال تریلر لایو (ادای احترام به مایکل جکسون) فعالیت داشت. در سال ۲۰۱۵، در فصل دهم آمریکاز گات تلنت شرکت کرد و با اجرای ترانه «(تو باعث میشی حس کنم) یه زن طبیعی ام» از آریتا فرانکلین، به نیمه‌نهایی راه یافت. در همان سال، در نمایشی با عنوان «خانه» در مرکز هنرهای نمایشی زایتریون در نیو بدفورد حضور یافت که در آن آواز می‌خواند، سوت می‌زد، می‌رقصید، داستان‌گویی می‌کرد و فلوت می‌نواخت؛ پنج خواهر و برادرش نیز در این نمایش حضور داشتند. او در سال ۲۰۱۶ یک آلبوم ایی‌پی با عنوان ۲۷زیرزمینی منتشر کرد که شامل تک‌آهنگ «پرش بلند» بود و خواهر و برادرانش در آن همخوانی داشتند. در همان سال، نقش بتی ریزو را در نسخه‌ای از نمایش گریس در جشنواره تئاتر نیو بدفورد ایفا کرد. در سال ۲۰۲۰، در برنامه من می‌توانم صدایت را ببینم از شبکه فاکس ظاهر شد و در آنجا فلوت نواخت و ترانه «خوب مثل جهنم» از لیزو را اجرا کرد. پس از نقل مکان به لاس وگاس، در تولیداتی از جمله "وگاس! نمایش" با نقش‌هایی چون گلادیس نایت و تینا ترنر حضور یافت. در فوریهٔ ۲۰۲۵، پس از خروج از دبلیودبلیوئی برای تمرکز دوباره بر فعالیت موسیقی، نام هنری سامانتا د بومب (به انگلیسی: Samantha The Bomb) را انتخاب کرد و انتشار تک‌آهنگ جدیدی به‌نام «منو بساز» را اعلام نمود.

## دبلیودبلیوئی
جانسون از طریق مارک هنری، عضو تالار مشاهیر دبلیودبلیوئی، با این سازمان آشنا شد. او ابتدا برای تبدیل‌شدن به کشتی‌گیر در مرکز تمرینی دبلیودبلیوئی تست داد اما موفق نبود. در آوریل ۲۰۲۱، به‌عنوان گویندهٔ رینگ در برنامه شو ۲۰۵ در پلتفرم پیکاک استخدام شد و نام سامانتا اروین را برگزید. سپس به‌عنوان گویندهٔ رینگ در دبلیودبلیوئی ان‌اکس‌تی در شبکه یواس‌ای نتورک فعالیت کرد. در ژانویهٔ ۲۰۲۲، به‌عنوان گویندهٔ اصلی برنامه دبلیودبلیوئی اسمک‌داون در شبکه فاکس معرفی شد و در فوریهٔ ۲۰۲۳ به دبلیودبلیوئی را در شبکه یواس‌ای نتورک منتقل گردید. در رویداد رسلمانیا ۴۰ در آوریل ۲۰۲۴، سامانتا ۱۴ مسابقه را معرفی کرد که اجرای او با تحسین مایکل بافر، گویندهٔ کهنه‌کار، مواجه شد. در اکتبر ۲۰۲۴، وی خروج خود از دبلیودبلیوئی را اعلام کرد. در مصاحبه‌ای در فوریهٔ ۲۰۲۵ گفت: «دوران من در کشتی حرفه‌ای تازه شروع شده است.»

## ترانه‌شناسی
- ۲۷زیرزمینی: ۲۰۱۶

- منو بساز: ۲۰۲۵

## فیلم‌شناسی
- دختر اجتماعی: ۲۰۱۹